# Silpheed
Silpheed (Japans: シルフィード Romaji: Shirufīdo) is een computerspel dat werd ontwikkeld en uitgegeven door Game Arts. Het schietspel werd in 1986 uitgebracht in Japan voor de PC-8801. Het werd ook geporteerd naar de FM-7, Apple IIgs en DOS-varianten. Een remake voor de Sega Mega-CD kwam uit in 1993. Het spel kreeg in 2000 een vervolg onder de titel Silpheed: The Lost Planet voor de PlayStation 2.

## Spel
Silpheed is de naam van het ruimteschip dat de speler bestuurt in het spel. De bedoeling is de aarde te redden van een kwaadaardige invasie. De enige hoop is een kleine vloot van SA-77 Silpheed ruimteschepen.
De oorspronkelijke PC-8801-versie heeft 3D-computergraphics. De Mega-CD-versie voegde vooraf gerenderde computeranimaties toe.

## Platform
| Jaar | Platform                      |
| ---- | ----------------------------- |
| 1986 | PC-8801 (JP)                  |
| 1988 | FM-77AV (JP)                  |
| 1988 | Apple IIgs, TRS-80, CoCo (VS) |
| 1989 | MS-DOS (VS)                   |
| 1993 | Mega-CD                       |

## Ontvangst
| Beoordeeld door | Platform | Jaar    | Score |
| --------------- | -------- | ------- | ----- |
| Dragon          | 1989     | DOS     | 100%  |
| ACE             | 1989     | DOS     | 90%   |
| Power Play      | 1989     | DOS     | 63%   |
| IGN             | 2008     | Mega-CD | 7,0   |